# Єнс Крістіан Скоу
Єнс Крістіан Скоу (*8 жовтня 1918, Лемвіг, Данія — 28 травня 2018) — данський хімік, лауреат Нобелівської премії з хімії.

## Біографія і наукова робота
Скоу народився в 1918 році в старовинному данському містечку Лемвіг в багатій родині лісо- і вуглепромисловця. Він закінчив Копенгагенський університет в 1944 році і там же захистив дисертацію в 1954 році. З 1947 року Скоу працював в Оргуському університеті.
На початку 1950-х років Скоу вивчав механізм дії анестетиків. Він виявив, що дія анестетика пов'язана з його здатністю розчинятися в шарі ліпіду клітинної мембрани і перекривати натрієві канали. Скоу припустив, що канал є білковою молекулою і його блокування у нейронах призводить до того, що нервові клітини втрачають здатність збуджуватися, що призводить до анестезії. Скоу також намагався виділити АТФазу з нерва краба, але в нього нічого не вийшло і він тривалий час продовжував інші дослідження анестезії, не усвідомивши величезну потенційну важливість цього відкриття. У 1958 році на конференції у Відні, в розмові з іншим дослідником Постом, Скоу дізнався про відкриття серцевого глікозиду уабаїну, інгібітора натрій-калієвого насоса. Використовуючи уабаїн, Скоу швидко довів зв'язок між ферментом АТФази і іонним каналом.
З 1988 року — на пенсії. У 1997 році Скоу отримав Нобелівську премію з хімії за відкриття Na+-K+-АТФази.